# Nogometna zona Rijeka – Pula 1961./62.
Nogometna zona Rijeka – Pula, također i kao Riječko-pulska zona, VI. zona prvenstva Hrvatske, je bila jedna od zona Prvenstva Hrvatske, te liga trećeg stupnja nogometnog prvenstva Jugoslavije u sezoni 1961./62. 
 
Sudjelovalo je 12 klubova, a prvak je bila "Istra" iz Pule. 

## Ljestvica
| mj. | klub              | ut. | pob. | ner. | por. | gol+ | gol– | bod |
| --- | ----------------- | --- | ---- | ---- | ---- | ---- | ---- | --- |
| 1.  | Istra Pula        | 22  | 19   | 1    | 2    | 78   | 10   | 39  |
| 2.  | Orijent Rijeka    | 22  | 17   | 3    | 2    | 68   | 17   | 37  |
| 3.  | Goranin Delnice   | 22  | 14   | 1    | 7    | 55   | 30   | 29  |
| 4.  | Torpedo Rijeka    | 22  | 11   | 5    | 6    | 48   | 30   | 27  |
| 5.  | Rudar Labin       | 22  | 12   | 2    | 8    | 62   | 38   | 26  |
| 6.  | Lokomotiva Rijeka | 22  | 8    | 3    | 11   | 47   | 49   | 19  |
| 7.  | Crikvenica        | 22  | 8    | 3    | 11   | 36   | 49   | 19  |
| 8.  | Grobničan Čavle   | 22  | 9    | 0    | 13   | 37   | 50   | 18  |
| 9.  | Nehaj Senj        | 22  | 8    | 2    | 12   | 39   | 59   | 18  |
| 10. | Naprijed Hreljin  | 22  | 7    | 0    | 15   | 25   | 62   | 14  |
| 11. | Pazin             | 22  | 3    | 3    | 16   | 27   | 69   | 9   |
| 12. | Nafta Rijeka      | 22  | 4    | 1    | 17   | 22   | 81   | 9   |

## Rezultatska križaljka
| kratica | klub              | CRI | GOR | GRO | IST | LOK | NAF | NAP | NEH | ORI | PAZ | RUD | TOR |
| --- | ----------------- | --- | --- | --- | --- | --- | --- | --- | --- | --- | --- | --- | --- |
| CRI | Crikvenica        |     |     |     |     |     |     |     |     |     |     |     |     |
| GOR | Goranin Delnice   |     |     |     |     |     |     |     |     |     |     |     |     |
| GRO | Grobničan Čavle   |     |     |     |     |     |     |     |     |     |     |     |     |
| IST | Istra Pula        |     |     |     |     |     |     |     |     |     |     |     |     |
| LOK | Lokomotiva Rijeka |     |     |     |     |     |     |     |     |     |     |     |     |
| NAF | Nafta Rijeka      |     |     |     |     |     |     |     |     |     |     |     |     |
| NAP | Naprijed Hreljin  |     |     |     |     |     |     |     |     |     |     |     |     |
| NEH | Nehaj Senj        |     |     |     |     |     |     |     |     |     |     |     |     |
| ORI | Orijent Rijeka    |     |     |     |     |     |     |     |     |     |     |     |     |
| PAZ | Pazin             |     |     |     |     |     |     |     |     |     |     |     |     |
| RUD | Rudar Labin       |     |     |     |     |     |     |     |     |     |     |     |     |
| TOR | Torpedo Rijeka    |     |     |     |     |     |     |     |     |     |     |     |     |
| |                   |     |     |     |     |     |     |     |     |     |     |     |     |
| podebljan rezultat – utakmice od 1. do 13. kola (1. utakmica između klubova) rezultat normalne debljine – utakmice od 14. do 26. kola (2. utakmica između klubova) rezultat nakošen – nije vidljiv redoslijed odigravanja međusobnih utakmica iz dostupnih izvora rezultat smanjen * – iz dostupnih izvora nije uočljiv domaćin susreta prekrižen rezultat – poništena ili brisana utakmica p – utakmica prekinuta 3:0 p.f. / 0:3 p.f. – rezultat 3:0 bez borbe |                   |     |     |     |     |     |     |     |     |     |     |     |     |

 Izvori: 